# ライトクラフト

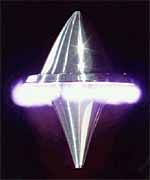
レーザーを受けて上昇するライトクラフトの実験モデル

ライトクラフト (Lightcraft) とは、マイクロ波ビームやレーザーといったビーム状の電磁波を用いた外部からのエネルギー供給により、大気中または宇宙空間で推進力を得るように設計されたあらゆる種類の飛翔体、またはその推進方式。いわゆるビームエネルギー推進の一種である。

## 概要
地上に設置した発電施設からのレーザーやマイクロ波ビームによって機体をいわば「押し上げる」方式と、地球周回軌道上に置いた太陽発電衛星から地上の機体へ向け発射したビームでいわば「牽引する」方式（こちらは円盤型）が考えられているが、現時点で実験段階まで進んでいるのは前者である。以下ではレーザーを用いた前者について記す。
地上から発射されたレーザー光を、反射鏡で機体の後方に収束させて極めて高い温度を発生させ、そこで激しく熱せられた空気が膨張する際の衝撃により推力を生み出す。これをパルスレーザーにより繰り返すことで機体を上昇させる。上昇中の大半は推進剤として周囲の大気を使用できるため、化学推進ロケットのように大量の推進剤を搭載せずに軌道上へ発射質量の大部分を届けることができる（大気の薄くなる高高度から宇宙空間においては機体から推進用のガスを噴出させる必要がある）。また、その構造上とても廉価に製造できる可能性を秘めている。さらにその推進用ビームはレーザー箒として使うことでスペースデブリ除去にも応用できるとされる。しかしこの推進方法には極めて高出力の電磁波ビームが必要であり、現時点ではもっとも強力なレーザーでさえテスト目的に使用するのがせいぜいである。
米レンセラー工科大学の教授だったレイク・ミラボーはかつてNASAやアメリカ空軍・陸軍の後援をうけて研究・実験をおこない、地上に設置されたレーザーで軌道上へ物体を送れる可能性が実証された。2000年10月2日の実験では、10kW級の炭酸ガスレーザーにより高度71mまで到達することに成功している。
なお「ライトクラフト」という語は、ミラボーとディーン・イングが1985年に出した著書 The Future of Flight の中で初めて紹介した造語である。

## 日本における研究
山口大学の葛山浩が、ライトクラフトと同様の原理のもと「パルスレーザー軌道打ち上げ機」という名称で研究している。
また、東京大学の小紫公也が「マイクロ波ロケット」という名称で、レーザーではなくミリ波を利用したビームエネルギー推進を研究している。ミリ波なのに「マイクロ波ロケット」という名称なのは、記者会見を行った当時ミリ波を利用したものが身近になかったため、電子レンジで使われるマイクロ波と同じようなものだという説明を行い「マイクロ波打ち上げロケット」と題したことに起因する。厳密にはマイクロ波でもないしロケット推進でもない。

## フィクションに登場するライトクラフト
- 『ブループラネット』 - 笹本祐一の小説。太陽系外地球型惑星の発見に伴う騒動に巻き込まれた後、その星へ旅立つライトクラフトを見送る事となる。
- 『アイの物語』 -  山本弘の小説。発電衛星からのビームを利用する「ミラボー・ドライブ」が登場する。
- 『U.H.O.フューチャーレスキュー2061』 - アニメ。核融合発電施設から発振される高出力マイクロ波ビームによって飛行する「ライトフライト」が登場する。搭載した推進剤により宇宙空間での飛行も可能。なおこの作品には監修として小紫公也が参加しており、本編中の技術解説コーナーにも出演している。
- 『ひまスペ兎!』 -  中島諭宇樹の漫画。作中で惑星から宇宙へ上がるポピュラーな方法のひとつとして、ライトクラフトそのものが登場する。